# Sant'Eufemia (isola)
Sant'Eufemia o scoglio Sant'Eufemia (in croato Sveta Fumija) è un'isola della Dalmazia centrale, in Croazia, che appartiene all'arcipelago di Traù. Amministrativamente fa parte del comune di Okrug, nella regione spalatino-dalmata.
Sull'isola ci sono i resti abbandonati di un convento dei Benedettini.

## Geografia
L'isola si trova a sud della grande penisola occidentale di Bua, a circa 300 m dalla piccola valle Duga (uvala Duga) e circa 550 m a ovest di punta Rat, la quale divide valle Duga da valle Dubocca (Duboka uvala). È la maggiore delle isole che si trovano nel canale di Spalato (Splitski kanal). Tra Sant'Eufemia, gli isolotti di Cralievaz e Barriera, a sud, e la costa di Bua a nord, è racchiusa l'insenatura di valle Sant'Eufemia o porto di Sant'Eufemia (uvala Sv. Fumija) che si apre a ovest sulla baia di Traù (Trogirski zaljev). A sud si trova il canale di Spalato che divide Bua da Solta.
L'isola di Sant'Eufemia, di forma vagamente triangolare, è lunga circa 1,15 km, ha una superficie di 0,276 km², uno sviluppo costiero di 2,7 km, e un'altezza massima di 33 m.

### Isole adiacenti
Una fila di isolotti e scogli che fanno parte del comune di Okrug si trova a ovest di Sant'Eufemia:
- Cralievaz[4][12], Kraglievaz[6][8] o Crajevaz[7] (Kraljevac), isolotto circa 800 m a sud di Bua e 300 a ovest di Sant'Eufemia. È lungo 470 m circa[2], ha una superficie di 0,053 km²[1], uno sviluppo costiero di 1,01 km[1], la sua altezza massima è di 33,2 m[2] 43°28′46″N 16°13′06″E;
- Barriera[4][13], Coparinovaz[6][8] o Zaporinovaz[7] (Zaporinovac), piccolo scoglio con un'area di 0,0022 km²[9], 450 m ad ovest di Cralievaz. Ha un faro sulla punta occidentale[14] 43°28′44″N 16°12′34″E;
- scogli Piavizze[7]:
  - Balon[15] o Bazun[8][16] (Balkun), scoglio rotondo con un diametro di circa 70 m[2] e una superficie di 0,0019 km²[9]; si trova 1,2 km[2] a sud-ovest di Barriera e 280 m[2] a sud-est di Piavizza  43°28′26″N 16°11′41″E;
  - secca Bazun, piccolo scoglio con un'area di 534 m²[9], circa 200 m[2] a est di Balon. È segnalato da un faro[17] 43°26′33″N 16°11′52″E;
  - Piavizza[18] o Piavitza[8][16] (Pijavica), piccolo isolotto con una strozzatura al centro situato circa 2 km[2] a sud-ovest di Bua e 2,7 km[2] ad ovest di Sant'Eufemia[2]; l'isolotto è lungo circa 230 m[2], ha una superficie di 0,011 km²[1], uno sviluppo costiero di 0,61 km[1], ed è alto 8 m s.l.m.[2]. 43°28′33″N 16°11′27″E;
- Galera[8][16][19] (Galera), piccolo scoglio di forma allungata con una superficie di 0,0021 km²[20] che appartiene al comune di Traù[20]; è situato 360 m[2] a sud-sud-est di Piavizza, e a est degli scogli Cluda. È segnalato da un faro[21] 43°28′20″N 16°11′11″E.

### Cartografia
- (HR) Mappa topografica della Croazia 1:25000, su preglednik.arkod.hr. URL consultato il 30 agosto 2017.
- G. Giani, Carta prospettiva delle Comuni censuarie della Dalmazia, foglio 8, 1839. Fondo Miscellanea cartografica catastale, Archivio di Stato di Trieste.
- Carta di cabottaggio del mare Adriatico, foglio IX, Milano, Istituto geografico militare, 1822-1824. URL consultato il 30 agosto 2017 (archiviato dall'url originale il 13 aprile 2013).